# Чугуд (комуна)
Чугуд (рум. Ciugud) — комуна у повіті Алба в Румунії. До складу комуни входять такі села (дані про населення за 2002 рік):
- Дримбар (384 особи)
- Лімба (309 осіб)
- Теляк (377 осіб)
- Хепрія (486 осіб)
- Чугуд (469 осіб) — адміністративний центр комуни
- Шеуша (639 осіб)

Комуна розташована на відстані 264 км на північний захід від Бухареста, 4 км на південний схід від Алба-Юлії, 81 км на південь від Клуж-Напоки.

## Населення
За даними перепису населення 2002 року у комуні проживали 2664 особи.
Національний склад населення комуни:
| Національність | Кількість осіб | Відсоток |
| -------------- | -------------- | -------- |
| румуни         | 2643           | 99,2%    |
| угорці         | 10             | 0,4%     |
| цигани         | 5              | 0,2%     |
| українці       | 5              | 0,2%     |
| італійці       | 1              | < 0,1%   |

Рідною мовою назвали:
| Мова       | Кількість осіб | Відсоток |
| ---------- | -------------- | -------- |
| румунська  | 2655           | 99,7%    |
| українська | 5              | 0,2%     |
| угорська   | 2              | 0,1%     |
| циганська  | 1              | < 0,1%   |
| італійська | 1              | < 0,1%   |

Склад населення комуни за віросповіданням:
| Релігія        | Кількість осіб | Відсоток |
| -------------- | -------------- | -------- |
| православні    | 2435           | 91,4%    |
| баптисти       | 83             | 3,1%     |
| бретрени       | 73             | 2,7%     |
| п'ятдесятники  | 40             | 1,5%     |
| греко-католики | 9              | 0,3%     |
| реформати      | 6              | 0,2%     |
| римо-католики  | 5              | 0,2%     |
| не релігійні   | 3              | 0,1%     |
| адвентисти     | 1              | < 0,1%   |
| атеїсти        | 1              | < 0,1%   |